# Xecutioner's Return
Xecutioner's Return är det amerikanska death metal-bandet Obituarys sjunde studioalbum, utgivet 2007 av skivbolaget Candlelight Records.

## Låtlista
1. "Face Your God" – 2:56
2. "Lasting Presence" – 2:12
3. "Evil Ways" – 2:57
4. "Drop Dead" – 3:35
5. "Bloodshot" – 3:25
6. "Seal Your Fate" – 2:30
7. "Feel the Pain" – 4:31
8. "Contrast the Dead" – 7:01
9. "Second Chance" – 3:28
10. "Lies" – 3:32
11. "In Your Head" – 4:31

- Text: John Tardy
- Musik: Donald Tardy/Trevor Peres

## Medverkande
Musiker (Obituary-medlemmar)
- John Tardy – sång
- Trevor Peres – rytmgitarr
- Frank Watkins – basgitarr
- Donald Tardy – trummor
- Ralph Santolla – sologitarr

Produktion
- Mark Prator – producent, ljudtekniker, ljudmix
- Tom Morris – mastering
- Jim Morris – mastering
- Trevor Peres – omslagsdesign
- Andreas Marschall – omslagskonst
- Tim Hubbard – foto